# 顾夏声
顾夏声（1918年5月6日—2012年2月6日），江苏无锡人，中国环境工程专家，中国工程院院士。
1936年考入交通大学土木工程学院（后改称土木工程系），1941年毕业后，任教于上海大同大学、交通大学。1948年，获美国德州农工大学卫生工程硕士学位。1949年4月回国，8月到唐山北方交通大学担任副教授，1951年去北京大学卫生工程系任教。1952年院系调整时来到清华大学。其主要提出用自养型硫细菌进行生物脱硫，并进行甲烷发酵和硫回收的新工艺，以提高有机废水治理技术。1995年，当选中国工程院院士。